# Ford Eifel

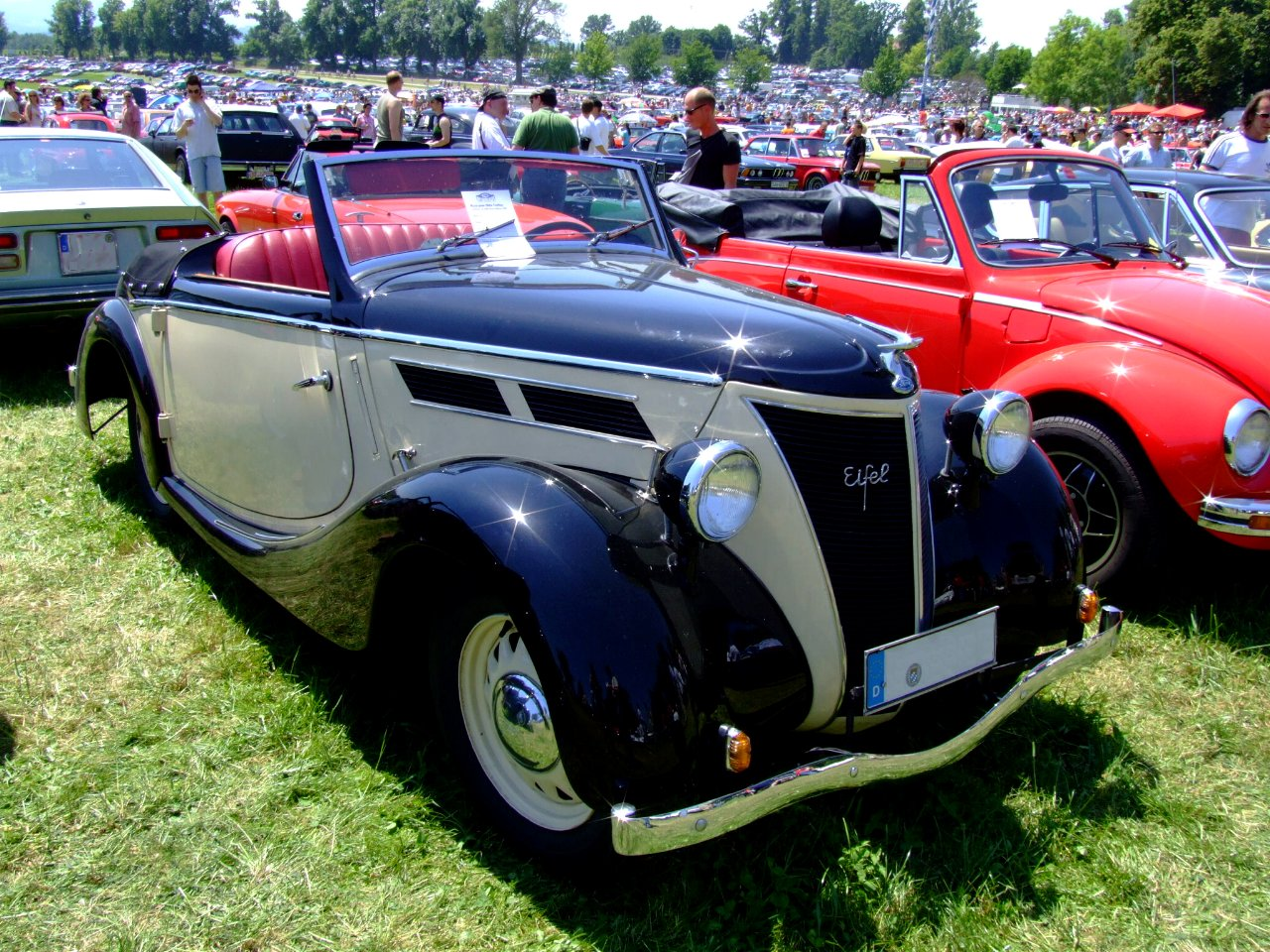
Ford Eifel 1938

Ford Eifel var en bil tillverkad av Ford Tyskland och Ford Ungern mellan 1935 och 1940. Den härrör från den Ford Model C-plattform, som är relaterad till den samtida Ford Anglia och Ford Prefect.
Omkring 60 000 av Ford Eifel producerades. Motorn var en fyrcylindrig, fyrtakts 1172 cc som gav 34 hk (25 kW) vid 4.250 rpm. Den var gjord med många olika karosstyper, till exempel en tvådörrars sedan , en tvådörrars Cabrio coach med avdragbart textiltak, två- och fyrsitsiga cabriolet,  tvåsitsiga roadster och en lätt lastbil. Den ersatte Ford Köln och blev själv ersatt med Ford Taunus.
Modellen fick sitt namn efter högplatån Eifel i västra Tyskland.